# Campeonato Mundial de Atletismo em Pista Coberta de 2014 - Salto em distância feminino
A prova do Salto em distância feminino do Campeonato Mundial de Atletismo em Pista Coberta de 2014 foi disputada entre 8 e 9 de março na Ergo Arena em Sopot, na Polônia.

## Recordes
Antes desta competição, os recordes mundiais e do campeonato nesta prova eram os seguintes:
|    | Nome            | Nacionalidade     | Distância | Local             | Data                    |
| -- | --------------- | ----------------- | --------- | ----------------- | ----------------------- |
| WR | Heike Drechsler | Alemanha Oriental | 7m 37cm   | Viena, Áustria    | 13 de fevereiro de 1988 |
| CR | Brittney Reese  | Estados Unidos    | 7m 23cm   | Istambul, Turquia | 11 de março de 2012     |

## Medalhistas
| Ouro                 | Prata                           | Bronze               |
| Éloyse Lesueur (FRA) | Katarina Johnson-Thompson (GBR) | Ivana Španović (SRB) |

## Cronograma
| Data       | Hora  | Evento        |
| ---------- | ----- | ------------- |
| 8 de março | 12:15 | Eliminatórias |
| 9 de março | 15:05 | Final         |

## Resultados

### Eliminatórias
Qualificação: 6,70 m  (Q) ou os 8 melhores qualificados (q).  
| Colocação | Atleta                    | Nacionalidade  | #1   | #2   | #3   | Resultado | Notas |
| --------- | ------------------------- | -------------- | ---- | ---- | ---- | --------- | ----- |
| 1.        | Ivana Španović            | Sérvia         | 6,77 |      |      | 6,77      | Q     |
| 2.        | Darya Klishina            | Rússia         | 6,76 |      |      | 6,76      | Q, SB |
| 3.        | Shara Proctor             | Reino Unido    | 6,41 | 6,69 | –    | 6,69      | q, SB |
| 4.        | Éloyse Lesueur            | França         | x    | 6,59 | 6,63 | 6,63      | q     |
| 5.        | Teresa Dobija             | Polónia        | 6,62 | x    | –    | 6,62      | q     |
| 6.        | Katarina Johnson-Thompson | Reino Unido    | 6,55 | 6,55 | 6,60 | 6,60      | q     |
| 7.        | Tori Polk                 | Estados Unidos | 6,53 | 6,49 | –    | 6,53      | q     |
| 8.        | Erica Jarder              | Suécia         | 6,35 | 6,40 | 6,50 | 6,50      | q     |
| 9.        | Wolha Sudarawa            | Bielorrússia   | 6,41 | 6,47 | 6,34 | 6,47      |       |
| 10.       | Sosthene Taroum Moguenara | Alemanha       | 6,44 | x    | x    | 6,44      |       |
| 11.       | Anna Kornuta              | Ucrânia        | 6,35 | 6,25 | x    | 6,35      |       |
| 12.       | Lauma Grīva               | Letônia        | x    | 6,29 | 6,17 | 6,29      |       |
| 13.       | Tori Bowie                | Estados Unidos | 6,05 | x    | 6,12 | 6,12      |       |

### Final
A final ocorreu dia 9 de março. 

| Colocação         | Atleta                    | Nacionalidade  | #1   | #2   | #3   | #4   | #5   | #6   | Resultado | Notas |
| ----------------- | ------------------------- | -------------- | ---- | ---- | ---- | ---- | ---- | ---- | --------- | ----- |
| Medalha de ouro   | Éloyse Lesueur            | França         | 6.72 | x    | 6.74 | 6.85 | x    | 6.70 | 6.85      |       |
| Medalha de prata  | Katarina Johnson-Thompson | Reino Unido    | 6.69 | 6.81 | 6.69 | 6.54 | 6.68 | 6.62 | 6.81      | PB    |
| Medalha de bronze | Ivana Španović            | Sérvia         | 6.68 | 6.64 | 6.71 | 6.68 | 6.64 | 6.77 | 6.77      |       |
| 4                 | Shara Proctor             | Reino Unido    | 6.68 | 6.65 | x    | 6.66 | x    | 6.46 | 6.68      |       |
| 5                 | Tori Polk                 | Estados Unidos | 6.47 | 6.32 | 6.61 | 6.44 | 6.47 | x    | 6.61      |       |
| 6                 | Teresa Dobija             | Polónia        | x    | 6.52 | 6.47 | x    | 6.40 | 6.48 | 6.52      |       |
| 7                 | Darya Klishina            | Rússia         | 6.46 | x    | 6.38 | 6.10 | x    | 6.51 | 6.51      |       |
| 8                 | Erica Jarder              | Suécia         | 6.36 | x    | x    | 6.26 | 6.08 | x    | 6.36      |       |

Legenda
| Recorde mundial       | Recorde mundial (World record)               |                       | Recorde africano                      | Recorde africano (African) |                                           | Q | Classificado por posição (Qualified) |
| Recorde do campeonato | Recorde do campeonato (Championship record)  | Recorde da América    | Recorde da América (Americas)         | q                          | Classificado por melhor tempo (Qualified) |   |                                      |
| Melhor marca do ano   | Melhor marca do ano (World leading)          | Recorde asiático      | Recorde asiático (Asian)              | DNS                        | Não largou (Did not start)                |   |                                      |
| Recorde nacional      | Recorde nacional (National record)           | Recorde europeu       | Recorde europeu (European)            | DNF                        | Não terminou (Did not finish)             |   |                                      |
| Recorde pessoal       | Recorde pessoal do atleta (Personal best)    | Recorde da Oceania    | Recorde da Oceania (Oceania)          | DSQ / DQ                   | Desclassificado (Disqualified)            |   |                                      |
| Recorde da temporada  | Recorde da temporada do atleta (Season best) | Recorde sul-americano | Recorde sul-americano (South America) | NM                         | Sem marca (No mark)                       |   |                                      |